# Ruth Grützbauch
Ruth Grützbauch (Viena, 3 de octubre de 1978) es una astrónoma y comunicadora científica austríaca. Hasta 2013 realizó investigaciones extragalácticas y, desde 2017, dirige el planetario emergente Public Space.

## Trayectoria
Grützbauch es la menor de seis hermanos criados en el barrio vienés de Währing. Completó su bachillerato en una escuela de Simmering. En 1996, comenzó a estudiar astronomía en la Universidad de Viena y obtuvo su licenciatura en 2003. Durante su doctorado, adquirió experiencia internacional en la Universidad de Nottingham en Inglaterra, en el Observatorio de Padua, en Italia, y en el Observatorio de La Silla, en Chile. En 2007, se doctoró con una tesis sobre galaxias enanas titulada Galaxien in isolierten Gruppen: Eigenschaften der Gruppenmitglieder und Signaturen gravitativer Wechselwirkungen (Galaxias en grupos aislados: Propiedades de los miembros del grupo y firmas de interacciones gravitatorias).
Como postdoctorado, Grützbauch realizó investigaciones extragalácticas en la Universidad de Nottingham y en la Universidad de Lisboa, y observó en el Telescopio infrarrojo del Reino Unido en Hawái. Su índice h es al menos 26. En 2013, Grützbauch puso fin a su carrera académica y se convirtió en educadora medioambiental. De 2015 a 2017, trabajó como comunicadora científica en el Observatorio Jodrell Bank.

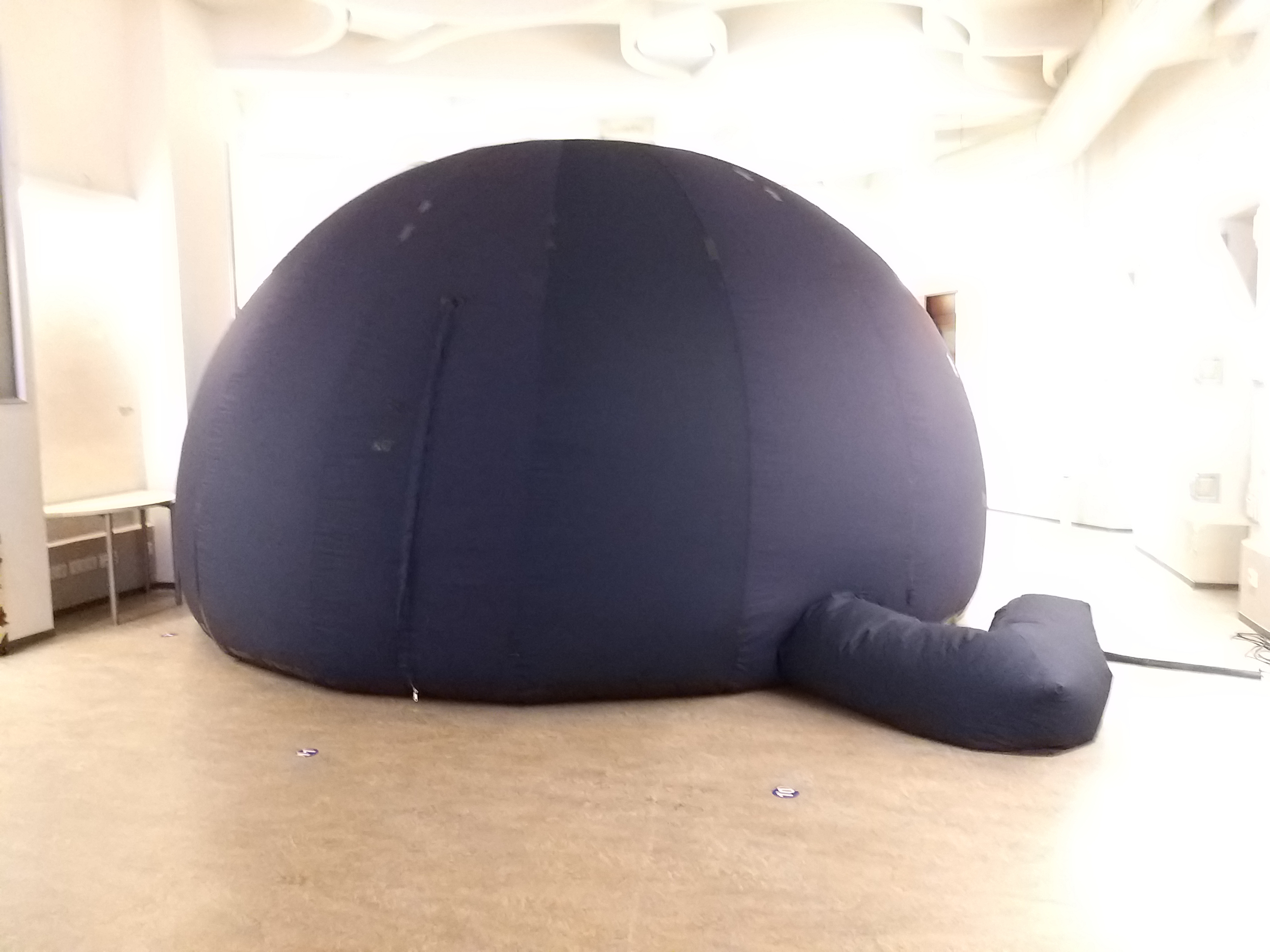
Public Space, el planetario pop-up

Grützbauch es conocida por el público general desde 2017 gracias a su planetario inflable Public Space, que no tiene un lugar fijo, sino que lo transporta con una bicicleta de reparto desde su casa en Viena hasta las escuelas y otros lugares donde organiza eventos.
Desde 2020, Grützbauch presenta el pódcast de astronomía Das Universum (en español: El Universo) con Florian Freistetter, especialista en mecánica celeste. Publica otra serie de pódcast sobre el cielo nocturno con Holger Klein. En 2021, publicó Per Lastenrad durch die Galaxis (En bicicleta de carga por la galaxia), un libro de divulgación científica sobre la astronomía extragaláctica y su planetario.
Grützbauch forma parte de Science Busters, un grupo científico de kabarett fundado por Heinz Oberhummer, Martin Puntingam y Werner Gruber. Había trabajado en su departamento de atrezzos desde 2018  e hizo su debut teatral en 2021.

## Obra
- 2003 – Galaxien in isolierten Gruppen: Eigenschaften der Gruppenmitglieder und Signaturen gravitativer Wechselwirkungen (Master thesis). Universidad de Viena.
- 2021 – Per Lastenrad durch die Galaxis. Berlin: Aufbau-Verlag. ISBN 978-3-351-03893-9.